# Калдазинья
Калдазинья (порт. Caldazinha) — муниципалитет в Бразилии, входит в штат Гояс. Составная часть мезорегиона Центр штата Гойас. Находится в составе крупной городской агломерации. Входит в экономико-статистический микрорегион Гояния. Население составляет 3539 человек на 2006 год. Занимает площадь 311,687 км². Плотность населения — 11,4 чел./км².

## История
Город основан в 1993 году.

## Статистика
- Валовой внутренний продукт на 2003 год составляет 14 276 188,00 реалов (данные: Бразильский институт географии и статистики).
- Валовой внутренний продукт на душу населения на 2003 год составляет 4423,98 реала (данные: Бразильский институт географии и статистики).
- Индекс развития человеческого потенциала на 2000 год составляет 0,742 (данные: Программа развития ООН).

## География
Климат местности: тропический.